# African Wildlife Elephant
| Somalia Elefant | Somalia Elefant                                             |
| --------------- | ----------------------------------------------------------- |
| Metall:         | 99,99 % Au 99,99 % Ag 99,95 % Pt                            |
| Rand:           | geriffelt                                                   |
| Prägejahre:     | 2004 bis heute (Ag) 2010 bis heute (Au) 2016 bis heute (PT) |
| Vorderseite     |                                                             |
|                 |                                                             |
| Motiv:          | Afrikanischer Elefantenbulle                                |
| Rückseite       |                                                             |
|                 |                                                             |
| Motiv:          | Somalisches Wappen                                          |

African Wildlife – Somalia Elephant ist eine Anlagemünze, die seit 2004 geprägt wird. Mit Genehmigung der Republik Somalia wird sie von Emporium Hamburg in Auftrag gegeben. Die Münzen haben seit 2016 einen Feingehalt von 999,9/1.000 und die Währung Somalische Schilling. Der Somalia Elephant ist ein gesetzlich zugelassenes Zahlungsmittel in der Republik Somalia.
Namensgebend für die Münze ist der afrikanische Elefant, welcher auf der Vorderseite der Münze abgebildet ist. Das Motiv wechselt jedes Jahr. Auf der Rückseite sieht man das Staatswappen der Somalischen Republik, das Prägejahr, sowie den Nennwert der Münze.

## Silber-Elephant
Der Silber-Elephant wird in verschiedenen Stückelungen mit Feingewichten von 1/10 bis 10 Unzen sowie 1 kg ausgegeben. Die Erhaltung aller Ausgaben ist Stempelglanz. Neben dem Bullionprogramm werden jährlich verschiedene Sonderausgaben produziert, darunter farb- oder goldveredelte Silberunzen, Hologramm-Editionen oder spezielle Privy-Mark-Ausgaben mit besonderen Münzprägezeichen.
| Feingewicht | Gewicht   | Nennwert        | Durchmesser | Dicke   |
| 1/10 oz     | 3,110 g   | 10 Shillings    | 20 mm       |         |
| 1/4 oz      | 7,776 g   | 25 Shillings    | 26 mm       | 1,97 mm |
| 1/2 oz      | 15,552 g  | 50 Shillings    | 33 mm       | 2,42 mm |
| 1 oz        | 31,103 g  | 100 Shillings   | 38,6 mm     | 3,20 mm |
| 2 oz        | 62,207 g  | 200 Shillings   | 51 mm       | 3,80 mm |
| 5 oz        | 155,517 g | 500 Shillings   | 65 mm       | 5,00 mm |
| 10 oz       | 311,035 g | 1.000 Shillings | 85 mm       | 8,00 mm |
| 1 kg        | 1000,00 g | 2.000 Shillings | 100 mm      | 21,0 mm |

## Gold-Elephant
Der Gold-Elephant wird in verschiedenen Stückelungen mit Feingewichten von 0,5 Gramm sowie 1/50 Unze bis 1 kg ausgegeben. Der Verkauf dieser Münzen ist in allen EU-Staaten und der Schweiz von der Mehrwertsteuer befreit, wie bei allen anderen Gold-Bullion-Münzen auch. Der Wert der Münzen hängt vom aktuellen Goldpreis ab, welcher weit über dem Nennwert liegt.
| Feingewicht | Gewicht   | Nennwert        | Durchmesser | Dicke   | Erhaltung       |
| 1/2 g       | 0,5 g     | 20 Shillings    | 11 mm       | 0,39 mm | Stempelglanz    |
| 1/50 oz     | 0,622 g   | 20 Shillings    | 11 mm       | 0,46 mm | Stempelglanz    |
| 1/25 oz     | 1,244 g   | 50 Shillings    | 14 mm       | 0,54 mm | Stempelglanz    |
| 1/10 oz     | 3,110 g   | 100 Shillings   | 20 mm       | 0,76 mm | Stempelglanz    |
| 1/4 oz      | 7,776 g   | 200 Shillings   | 26 mm       | 1,10 mm | Stempelglanz    |
| 1/2 oz      | 15,552 g  | 500 Shillings   | 33 mm       | 1,50 mm | Stempelglanz    |
| 1 oz        | 31,103 g  | 1.000 Shillings | 38,6 mm     | 2,01 mm | Stempelglanz    |
| 5 oz        | 155,517 g | 1.500 Shillings | 65 mm       | 3,10 mm | Polierte Platte |
| 1 kg        | 1000,00 g | 5.000 Shillings | 100 mm      |         | Polierte Platte |

## Platin-Elephant
Seit 2016 wird der Somalia Elephant auch in einer Platin-Variante angeboten. Die Stückelungen sind 1/10 und 1 Unze, die Feinheit beträgt 999,5/1000.
Platinmünzen sind in Deutschland zum vollen Steuersatz umsatzsteuerpflichtig.
| Feingewicht | Gewicht  | Nennwert        | Durchmesser | Dicke | Erhaltung       |
| 1/10 oz     | 3,110 g  | 100 Shillings   | 20 mm       |       | Polierte Platte |
| 1 oz        | 31,103 g | 1.000 Shillings | 38,6 mm     |       | Stempelglanz    |

## 15 Jahre Jubiläumsausgabe
Zum 15-jährigen Jubiläum wurden zwei Sonderausgaben geprägt. Das besondere: Es wurde das erste Motiv (2004) mit dem aktuellen Motiv (2018) auf eine Silber-, Gold- und Platinunze geprägt. Die Silbermünze ist auf nur 15.000 Exemplare limitiert, die Goldmünze auf 150 und die Platinmünze auf nur 1.500 Exemplare.